# أوري كوهن
أوري كوهن هو لاعب كرة قدم إسرائيلي في مركز الدفاع، ولد في 26 مايو 1992 في الرملة في إسرائيل. شارك مع منتخب إسرائيل تحت 18 سنة لكرة القدم ‏ ومنتخب إسرائيل تحت 21 سنة لكرة القدم. أما مع النوادي، فقد لعب مع نادي مكابي تل أبيب وهابوعيل تل أبيب.

## وصلات خارجية
- أوري كوهن على موقع قاعدة بيانات كرة القدم.إي يو (الإنجليزية)
- أوري كوهن على موقع Soccerway.com (الإنجليزية)